# Asterosporium strobilorum
Asterosporium strobilorum är en svampart som beskrevs av Roum. & Fautrey 1892. Asterosporium strobilorum ingår i släktet Asterosporium, divisionen sporsäcksvampar och riket svampar.   Inga underarter finns listade i Catalogue of Life.